# Famille Tocco
La famille Tocco (pluriel en italien : Tocci, en grec : Τόκκοι) est une famille noble du Bénévent d'origine longobardienne. Elle s'illustre au cours de la fin du XIVe siècle et au début du XVe siècle dans l'ouest de la Grèce où elle gouverna les Îles ioniennes et le despotat d’Épire.

## Historique

Armoiries de la famille Tocco.

Le premier membre de la famille à jouer un rôle de premier plan fut Ugolino Tocco qui fut grand sénéchal d’Henri VI, empereur du Saint-Empire romain en 1195.
Le premier Tocco à s’établir en Grèce fut Guglielmo Tocco, nommé gouverneur de Corfou dans les années 1330 sous le règne de l’Angevin Philippe Ier de Tarente. Son fils, Léonardo Tocco fut nommé comte des iles de Céphalonie (Κεφαλονιά) et de Zante (Ζάκυνθος [Zákynthos]) par Robert de Tarente en 1357 ; il réussit à étendre son domaine sur Ithaque (Ιθάκη, anciennement Θεάκι [Theáki]) et Leukade (Λευκάδα), de même que sur le port de Vonitsa en Grèce continentale jusqu’à sa mort en 1376,,.
Ses deux fils, Carlo Ier Tocco et Léonardo II Tocco, furent les personnages principaux de la Chronique des Tocco écrite en grec, laquelle raconte leurs exploits. Léonardo reçut Zante en apanage. Sa fille, Maddalena fut la première femme de Constantin XI Paléologue, le dernier empereur byzantin. Par son mariage avec la fille de Nerio Ier Acciaioli, duc d’Athènes, Carlo prit possession de Corinthe  en 1395 et conquit l'Élide après 1402 ; Corinthe fut à son tour prise par le despote de Morée, Théodore Paléologue, alors que l'Élide tombait aux mains des Byzantins de Morée en 1427,. Carlo profita aussi d’une guerre civile entre seigneurs albanais de l’Étolie-Acarnanie pour s’emparer de l’Acarnanie en 1408 et succéda à son oncle, Esau de’ Buondelmonti comme souverain de Ioannina. En 1415, il s’empara également d’Arta, réunifiant ainsi  pour la dernière fois l’essentiel de ce qui avait constitué le despotat d’Épire,.

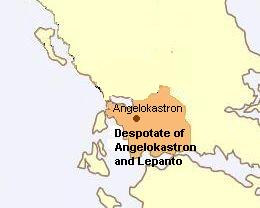
Despotat éphémère d'Angelokastron (1358-1374), réuni au despotat d'Arta en 1374.

À la mort de Carlo II en 1429, son héritage fut revendiqué à la fois par ses cinq fils illégitimes et par son héritier désigné, Carlo II Tocco (le fils de Leonardo II). À la demande de ce dernier, les Ottomans intervinrent, s’emparant d’Ioannina en 1430 et de presque tout le reste de l’Épire l’année suivante. Carlo II continua à régner sur Arta à titre de vassal des Ottomans jusqu’à sa mort en 1448,. L’année suivante, Arta tombait aux mains des Ottomans. Le fils de Carlo, Leonardo III Tocco se réfugia à Angelokastron. Lorsque cette dernière forteresse tomba à son tour en 1460, il se rendit dans les possessions de sa famille dans les îles Ioniennes qu’il gouverna jusqu’en 1479 alors qu’elles tombèrent également aux mains des Ottomans,. Leonardo et sa famille s’enfuirent alors vers le royaume de Naples. Avec son fils, Carlo III, ses descendants continuèrent à revendiquer pour eux-mêmes le titre de « despote d’Arta » jusqu’au XVIIe siècle.

## LaChronique des Tocco
Contrairement à la Chronique de Ioannina, œuvre en prose dénonçant la tyrannie du despote serbe, Thomas Preljubovic, la Chronique des Tocco, écrite en vers et terminée vraisemblablement aux environs de 1429, constitue une épopée relatant les hauts faits de ses deux héros : Carlo Tocco et son jeune frère, Leonardo. Écrite par un patriote local dont on ignore l'identité, elle se concentre sur l'île de Leucade et l'Acarnanie, partie continentale au sud-ouest de l'ancien despotat d'Épire. Bien que l'auteur soit très attaché à sa terre d'origine et que pour lui Constantinople et l'empereur byzantin soient très éloignés des conflits locaux qui forment la trame de son récit, il n'en reconnaît pas moins les qualités de ses héros italiens et tient des propos flatteurs à l'endroit de certains seigneurs albanais.
La chronique s'étend sur une cinquantaine d'années et va jusqu'à la mort de Leonardo Tocco en 1422. En plus d'être une source d'informations sur l'histoire de la région, elle nous renseigne également sur les structures féodales de l'Épire à ce moment et sur les conditions socio-économiques qui y régnaient,.

#### Source ancienne
- (he) Schirò, G. Το Χρονικό των Τόκκων. Τα Ιωάννινα κατά τας αρχάς του ΙΕ αιώνος [The Chronicle of the Tocco. Ioannina at the beginning of the 15th century], Etaireia Ipirotikon Meleton, Ioannina 1965.

#### Sources contemporaines
- (en) Fine, John Van Antwerp, The Late Medieval Balkans: A Critical Survey from the Late Twelfth Century to the Ottoman Conquest, University of Michigan Press, 1994.  (ISBN 978-0-472-08260-5).
- (en) Alexander Kazhdan (dir.), Oxford Dictionary of Byzantium, New York et Oxford, Oxford University Press, 1991, 1re éd., 3 tom. (ISBN 978-0-19-504652-6 et 0-19-504652-8, LCCN 90023208).
- (en) Miller, William, The Latins in the Levant: A history of Frankish Greece (1204–1566), New York, E.P. Dutton and Co, 1908.
- (en) Nicol, Donald MacGillivray, The Despotate of Epiros 1267–1479: A Contribution to the History of Greece in the Middle Ages, Cambridge University Press, 2010.  (ISBN 978-0-521-13089-9).
- Nicol, Donald M. Les Derniers Siècles de Byzance, 1261-1453, Paris, Les Belles Lettres, 2005  (ISBN 2-251-38074-4).
- (en) Schiro, G. « Manuelle II Paleologo incorona Carlo Tocco despota di Gianina » , Byzantion, 29-30, 1959-1960, p. 209-230.